# Woldemar Bargiel
Woldemar Bargiel (ur. 3 października 1828 w Berlinie, zm. 23 lutego 1897 tamże) – niemiecki kompozytor. Przyrodni brat Clary Wieck-Schumann.

## Życiorys
Jego rodzina pochodziła ze Śląska. Ojciec, Adolph Bargiel, był nauczycielem muzyki w Berlinie i drugim mężem matki Clary Wieck. Jako chłopiec pobierał naukę gry na fortepianie, skrzypcach i organach pod kierunkiem rodziców, śpiewał też w chórze katedry berlińskiej. Uczęszczał również na lekcje kontrapunktu u Siegfrieda Dehna. W latach 1846–1850 studiował w konserwatorium w Lipsku u Moritza Hauptmanna (teoria), Ignaza Moschelesa (fortepian) oraz Juliusa Rietza i Nielsa Gadego (kompozycja). Po powrocie do Berlina pracował jako prywatny nauczyciel muzyki.
W latach 1859–1864 był wykładowcą teorii muzyki w konserwatorium w Kolonii, następnie od 1865 do 1874 działał jako dyrygent i dyrektor szkoły muzycznej w Rotterdamie. W 1874 roku został wykładowcą kompozycji w Hochschule für Musik w Berlinie. Był nauczycielem m.in. późniejszego dyrygenta i kompozytora, Leo Blecha. Od 1875 roku był również członkiem senatu berlińskiej Akademie der Künste.

## Twórczość
Tworzył w idiomie romantycznym, pod silnym wpływem muzyki Schumanna i Brahmsa. Za życia wysoko ceniony jako kompozytor.
Skomponował m.in. Symfonię C-dur, 3 uwertury koncertowe (do Prometeusza, do Romea i Julii, do Medei), Oktet smyczkowy, 4 kwartety smyczkowe, 3 tria fortepianowe, Sonatę f-moll na skrzypce i fortepian, Suitę D-dur na fortepian i skrzypce, Sonatę fortepianową C-dur.